# Joshua Pérez
Joshua Giovanni Pérez Figueroa (Montebello, California, Estados Unidos, 21 de enero de 1998) es un futbolista salvadoreño nacido en los Estados Unidos. Juega como extremo en el Tampa Bay Rowdies de la USL Championship.

## Trayectoria
El 4 de febrero de 2016, Pérez fichó por la A. C. F. Fiorentina. Debutó por la Fiore el 28 de noviembre de 2016 contra el Inter de Milán. El 31 de agosto de 2017 fue enviado a préstamo al A. S. Livorno de la Serie C por toda la temporada.
El 8 de agosto de 2018, Pérez regresó a los Estados Unidos y fichó por Los Angeles F. C. de la MLS. Dejó el club el 7 de febrero de 2020 por mutuo acuerdo.
El 25 de junio de 2020 fichó por el C. D. Castellón de la Segunda División B de España, pero dejó el club el 9 de septiembre de ese año. Pérez no disputó ningún encuentro en el Castellón, ya que el ascenso del club a Segunda División causó su rescisión.
Luego de quedar sin club fichó por el U. D. Ibiza, donde en 2021 logró el ascenso a la segunda división del fútbol español.

## Selección nacional

### Selección estadounidense
Es internacional a nivel juvenil por los Estados Unidos.

### Selección salvadoreña
Su debut con la selección de El Salvador fue el 5 de junio de 2021 ante Islas Vírgenes Británicas, marcando su primer gol con la selección absoluta

## Estadísticas
Actualizado al último partido disputado el 25 de mayo de 2025.
| ACF Fiorentina · Italia                  |               |               |     |    |   |   |   |    |     |    |
| 1.ª                                      | 2016-17       | 1             | 0   | -  | - | - | - | 1  | 0   |    |
| Total club                               | Total club    | 1             | 0   | 0  | 0 | 0 | 0 | 1  | 0   |    |
| Unione Sportiva Livorno 1915 · Italia    |               |               |     |    |   |   |   |    |     |    |
| 3.ª                                      | 2017-18       | 23            | 0   | -  | - | - | - | 23 | 0   |    |
| Total club                               | Total club    | 23            | 0   | 0  | 0 | 0 | 0 | 23 | 0   |    |
| Phoenix Rising FC Estados Unidos         |               |               |     |    |   |   |   |    |     |    |
| 2.ª                                      | 2018          | 1             | 0   | -  | - | - | - | 1  | 0   |    |
| Total club                               | Total club    | 1             | 0   | 0  | 0 | 0 | 0 | 1  | 0   |    |
| Los Angeles Football Club Estados Unidos |               |               |     |    |   |   |   |    |     |    |
| 1.ª                                      | 2018          | 2             | 0   | -  | - | - | - | 2  | 0   |    |
| Total club                               | Total club    | 2             | 0   | 0  | 0 | 0 | 0 | 2  | 0   |    |
| Phoenix Rising FC Estados Unidos         |               |               |     |    |   |   |   |    |     |    |
| 2.ª                                      | 2019          | 1             | 0   | -  | - | - | - | 1  | 0   |    |
| Total club                               | Total club    | 1             | 0   | 0  | 0 | 0 | 0 | 1  | 0   |    |
| Los Angeles Football Club Estados Unidos |               |               |     |    |   |   |   |    |     |    |
| 1.ª                                      | 2019          | 13            | 1   | 1  | 0 | - | - | 14 | 1   |    |
| Total club                               | Total club    | 13            | 1   | 1  | 0 | 0 | 0 | 14 | 1   |    |
| Club Deportivo Castellón · España        |               |               |     |    |   |   |   |    |     |    |
| 3.ª                                      | 2020          | -             | -   | -  | - | - | - | -  | -   |    |
| Total club                               | Total club    | 0             | 0   | 0  | 0 | 0 | 0 | 0  | 0   |    |
| Unión Deportiva Ibiza · España           |               |               |     |    |   |   |   |    |     |    |
| 3.ª                                      | 2020-21       | 7             | 0   | -  | - | - | - | 7  | 0   |    |
| Total club                               | Total club    | 7             | 0   | 0  | 0 | 0 | 0 | 7  | 0   |    |
| Miami Football Club Estados Unidos       |               |               |     |    |   |   |   |    |     |    |
| 2.ª                                      | 2021          | 7             | 1   | -  | - | - | - | 7  | 1   |    |
| 2.ª                                      | 2022          | 28            | 4   | 1  | 0 | - | - | 29 | 4   |    |
| Total club                               | Total club    | 35            | 5   | 1  | 0 | 0 | 0 | 36 | 5   |    |
| Aquila 1902 Montevarchi · Italia         |               |               |     |    |   |   |   |    |     |    |
| 3.ª                                      | 2023          | 11            | 2   | -  | - | - | - | 11 | 2   |    |
| Total club                               | Total club    | 11            | 2   | 0  | 0 | 0 | 0 | 11 | 2   |    |
| Tampa Bay Rowdies Estados Unidos         |               |               |     |    |   |   |   |    |     |    |
| 2.ª                                      | 2023          | 11            | 1   | -  | - | - | - | 11 | 1   |    |
| 2.ª                                      | 2024          | 33            | 1   | 2  | 1 | - | - | 35 | 2   |    |
| Total club                               | Total club    | 44            | 2   | 2  | 1 | 0 | 0 | 46 | 3   |    |
| Kotwica Kołobrzeg · Polonia              |               |               |     |    |   |   |   |    |     |    |
| 2.ª                                      | 2025          | 9             | 4   | -  | - | - | - | 9  | 4   |    |
| Total club                               | Total club    | 9             | 4   | 0  | 0 | 0 | 0 | 9  | 4   |    |
| Odra Opole · Polonia                     |               |               |     |    |   |   |   |    |     |    |
| 2.ª                                      | 2025-26       | -             | -   | -  | - | - | - | -  | -   |    |
| Total club                               | Total club    | 0             | 0   | 0  | 0 | 0 | 0 | 0  | 0   |    |
| Total carrera                            | Total carrera | Total carrera | 147 | 14 | 4 | 1 | 0 | 0  | 151 | 15 |
| (1) Incluye datos de la US Open Cup      |               |               |     |    |   |   |   |    |     |    |

Inferiores
| Club                              | País           | Año         |
| --------------------------------- | -------------- | ----------- |
| Club Deportivo Chivas USA Juvenil | Estados Unidos | 2011 - 2013 |
| Club Deportivo Chivas USA Sub-16  | Estados Unidos | 2014        |
| ACF Fiorentina Sub-18             | Italia         | 2014 - 2015 |
| ACF Fiorentina Sub-20             | Italia         | 2015 - 2017 |

### Selección nacional
| Selección                                 | Año                 | Partidos | Goles |
| ----------------------------------------- | ------------------- | -------- | ----- |
| Estados Unidos Sub-17                     |                     |          |       |
| 2015                                      | 3                   | 0        |       |
| Estados Unidos Sub-23                     |                     |          |       |
| 2019                                      | 1                   | 0        |       |
| Total en su carrera                       | Total en su carrera | 4        | 0     |
| El Salvador Sub-23                        |                     |          |       |
| 2021                                      | 3                   | 2        |       |
| Total en su carrera                       | Total en su carrera | 3        | 2     |
| El Salvador                               |                     |          |       |
| 2021                                      | 16                  | 3        |       |
| 2022                                      | 1                   | 0        |       |
| 2023                                      | 5                   | 0        |       |
| 2024                                      | 0                   | 0        |       |
| Total en su carrera                       | Total en su carrera | 22       | 3     |
| Estadísticas hasta el 5 de julio de 2023. |                     |          |       |

### Participaciones en Copas del Mundo
| Mundial                               | Sede  | Resultado    |
| ------------------------------------- | ----- | ------------ |
| Copa Mundial de Fútbol Sub-17 de 2015 | Chile | Primera fase |

## Vida personal
Joshua nació en Montebello, California, nació en Los Ángeles de padres salvadoreños, y su madre nació y creció en El Salvador para luego migrar a los Estados Unidos. 
Su padre Giovanni Pérez fue futbolista profesional y jugó en el C. D. FAS de El Salvador, donde también jugó su abuelo Hugo Antonio Pérez. Es sobrino del exfutbolista Hugo Pérez.